# 인터내셔널 하베스터
인터내셔널 하베스터사(영어: International Harvester Company)는 미국의 농기계, 중장비, 트럭 제조사다.
사이러스 맥코믹의 맥코믹 하베스팅머신사와 윌리엄 디어링의 디어링 하베스터사 외 자잘한 농기계회사들을 1902년에 J. P. 모건이 합병해서 만들어졌다. 1985년 농기계부문을 테네코에 매각했고, 나머지 트럭 부문은 나비스타 인터내셔널이 되었다.